# اودیرلی دی سوزا گاسپار
اودیرلی دی سوزا گاسپار بازیکن فوتبال اهل برزیل است 